# Fabio Panetta
Fabio Panetta (Roma, 1 d'agost del 1959) és un economista italià. Va ser director general del Banc d'Itàlia, president de l'Institut per a la Supervisió d'Assegurances (Istituto per la Vigilanza sulle Assicurazioni, IVASS) i membre del Comitè Executiu del Banc Central Europeu. Des de l'1 de novembre del 2023 és el governador del Banc d'Itàlia.

## Biografia
Després de llicenciar-se en Economia a la Libera Università Internazionale degli Studi Sociali "Guido Carli" de Roma el 1982, va obtenir un postgrau en Economia de la London School of Economics i després un doctorat en Economia i Finances de la London Business School.
Empleat al Banc d'Itàlia des del 1985, el 2007 va ser nomenat cap del Servei d'Estudis Econòmics i Política Monetària i el 2011 Director Central per a la coordinació de la participació del Banc d'Itàlia a l'Eurosistema. Del 8 d'octubre del 2012 al 9 de maig del 2019 va ser subdirector general. Va ocupar importants càrrecs i va representar el Banc d'Itàlia en nombroses institucions europees i internacionals, incloses l'OCDE, l'FMI, el G10, el BCE i el BPI. També és membre de la Junta de Directors del Banc d'Itàlia i de l'Institut per a la Supervisió d'Assegurances, així com membre de la Junta de Directors del Banc de Pagaments Internacionals i governador suplent al Consell de Govern del BCE. El 2019 fou nomenat Director General del Banc d'Itàlia i President de l'Institut per a la supervisió d'assegurances. De l'1 de gener del 2020 al 31 d'octubre del 2023 va ser membre del Comitè Executiu del Banc Central Europeu.
El 27 de juny de 2023, el Consell de Ministres italià, a proposta de la seva presidenta Giorgia Meloni, va nomenar Panetta com a nou Governador del Banc d'Itàlia, succeint Ignazio Visco en data 1 de novembre de 2023.

## Publicacions
- Il sistema bancario italiano negli anni novanta: gli effetti di una trasformazione, (Il Mulino, 2004)
- Il sistema finanziario e il Mezzogiorno. Squilibri reali e divari finanziari (con L. Cannari, Cacucci, 2006)